# BAT Baboon
El BAT F.K.24 Baboon era un biplano biplaza de entrenamiento británico producido por la British Aerial Transport Company Limited de Londres.

## Diseño y Desarrollo
Utilizando la experiencia al haber diseñado el Bantam, el diseñador Frederick Koolhoven asistido por Robert B.C. Noorduyn (que posteriormente diseñó el avión de transporte ligero Noorduyn Norseman diseñaron un avión de entrenamiento bastante básico, un biplano conocido como el F.K.24 Baboon. La aeronave poseía un fuselaje con los costados planos. No se trató de carenar el motor radial no refrigerado A.B.C Wasp I de 127 kW (170 cv), que iba simplemente atornillado en el muro cortafuegos. También se procuró reducir al mínimo los gastos de mantenimiento y reparación, adoptando alas, alerones y timón intercambiables. 
Se planificó la construcción de seis aeronaves, pero solo se llegó a fabricar una en julio de 1918. 
El único acto notable de este modelo fue cuando pilotado por el mayor Christopher Draper ganó la carrera de Hendon Trophy en un circuito aéreo de 32 km (20 millas) entre Hendon y Bittacy Hill el 26 de julio de 1919. El Baboon sería desmantelado en 1920 en Hendon .

## Especificaciones (F.K.24 Baboon)

### Características generales
- Tripulación: Uno.
- Longitud: 6,91 m (22 ft 8 in)
- Envergadura: 7,62 m (25 ft 0 in)
- Altura: 2,69 m (8 ft 10 in)
- Área del ala: 24,06 m² (259 ft2)
- Peso vacío: 431 kg (950 lb)
- Máximo peso de despegue: 612 kg (1.350 lb)
- Motor: 1 x A.B.C Wasp I radial de 127 kW (170 hp)

### Prestaciones
- Velocidad máxima: 145 km/h (90 mph)
- Autonomía: 2 h

## Contenido Relacionado

### Secuencia de designación
F.K.22 – F.K.23 Bantam - F.K.24 Baboon - F.K.26 – F.K.27
- Datos: Q2876617
- Multimedia: BAT F.K.24 / Q2876617